# Monomma auberti
Monomma auberti es una especie de coleóptero de la familia Monommatidae.

## Distribución geográfica
Habita en Gabón.